# Combate de Sabzak
El combate de Sabzak fue un episodio de la guerra de Afganistán acontecido entre los días 3 y 4 de septiembre de 2009 en el paso de Sabzak, en la provincia afgana de Bādgīs, entre las fuerzas talibanes y milicias tayikas, por un lado, y el contingente español adscrito a las fuerzas de la OTAN en Afganistán, por otro.

## Preludio
La OTAN pidió a España que sus tropas controlaran el paso, única vía de suministros entre Qal'eh-ye Now y Herat, después de numerosos ataques a convoyes militares a lo largo del verano, y antes de que cayese definitivamente bajo control talibán. Los talibanes del mulá Jamuladdin Mansoor, aliados con tribus tayikas de ambos lados del paso, liderados por Ishan Khan, trataron de impedirlo.

## Combate
Los españoles tomaron el control del paso el domingo 31 de julio. Los insurgentes se reorganizaron, produciéndose un primer combate el 3 de septiembre, resultando herido un soldado español.
Al día siguiente, un convoy de 30 vehículos y unos 100 efectivos españoles que se dirigía al encuentro de otro convoy de la policía afgana para darle protección, fue emboscado en el paso desde cuatro puntos en una operación perfectamente planificada. Las tropas trabaron combate, teniendo que solicitar apoyo aéreo. Acudieron en su ayuda dos helicópteros italianos, rechazándose el bombardeo aéreo de la aviación por la cercanía de población civil. Tras seis horas de lucha, los talibanes y sus aliados se retiraron hacia la aldea de Marghozar.
En esta segunda acción resultó herido otro soldado del contingente español, quedando inutilizados dos de sus vehículos. Los insurgentes sufrieron por su parte 13 muertos y 3 heridos.